# Liste des sigles de l'AAR débutant par W
Pour un article plus général, voir Sigle de l'AAR.

## W
- WA   - Western Railway of Alabama; Seaboard System Railroad; CSX Transportation
- WAB  - Wabash Railroad; Norfolk Southern
- WACR - Washington County Railroad
- WACX - PCS Phosphate Company
- WAGX - PCS Phosphate Company
- WAL  - Western Allegheny Railroad
- WAR  - Warrenton Railroad
- WAS  - Waynesburg Southern
- WATC - Washington Terminal Company
- WATR - Waterville Railroad
- WAW  - Conrail
- WBC  - Wilkes-Barre Connecting Railroad
- WBCX - Williams Brothers Concrete
- WBMX - Lauhoff Grain Company
- WBTS - Waco, Beaumont, Trinity and Sabine Railway
- WC   - Wisconsin Central Railway; Canadian National Railway
- WCCL - Wisconsin Central Railway; Canadian National Railway
- WCDX - Far-Mar-Co, Inc.
- WCHX - Walter Haffner Company
- WCRC - Washington Central Railroad
- WCRX - United Grain Corporation
- WCTR - WCTU Railway
- WCTX - West Central Cooperative
- WE   - Wheeling and Lake Erie Railway (1991-Current)
- WECX - Westinghouse Electric Corporation
- WEIX - Wilbur-Ellis Company
- WELX - Welland Chemical, Inc.
- WEPX - Wisconsin Electric Power Company
- WESX - BC Timber, Ltd.
- WFAX - Western Fuels Association, Inc.
- WFCX - Western Farmers Electric Cooperative
- WFE  - Western Fruit Express; Burlington Northern Railroad
- WFIX - WFIX Partners; First Union Rail
- WGBX - W. G. Block Company
- WGCR - Wiregrass Central Railroad
- WGRR - Williams and Grand Ronde Railroad
- WHCX - Western Hay Corporation
- WHI  - Burlington Northern Railroad
- WHN  - Conrail
- WHSX - GE Rail Services
- WICT - Wisconsin and Calumet Railroad
- WIF  - West India Fruit and Steamship Company
- WIGX - Wigeon Car Company
- WISX - Wisconsin Power and Light
- WITX - Continental Carbon Company
- WIWR - Wisconsin Western Railroad
- WKRL - Western Kentucky Railway
- WKS  - Wanamaker Kempton and Southern
- WLE  - Wheeling and Lake Erie Railway (1880-1949)
- WLFB - Wolfeboro Railroad
- WLO  - Waterloo Railway
- WLPX - West Lake Polymers
- WM   - Western Maryland Railroad; Baltimore and Ohio Railroad; Chessie System; CSX Transportation
- WMSC - White Mountain Scenic Railroad
- WMSR - Western Maryland Scenic Railroad
- WMWN - Weatherford, Mineral Wells and Northwestern Railway
- WN   - Wisconsin Northern Railroad
- WNFR - Winnifrede Railroad
- WNGX - Western Natural Gas Company
- WOD - Washington and Old Dominion Railroad
- WP   - Western Pacific Railroad; Union Pacific Railroad
- WPGX - Western Paving Construction Company
- WPLX - GE Rail Services
- WPMW - Western Pacific Railroad (Maintenance of way)
- WPRR - Willamette and Pacific Railroad
- WPSX - Wisconsin Public Service Corporation
- WPY  - White Pass and Yukon Route
- WRA  - Western Railway of Alabama; Seaboard System Railroad; CSX Transportation
- WRDX - Iowa-Illinois Gas and Electric Company
- WREX - Western Refrigerator Express
- WRL  - Western Refrigerator Line
- WRLX - Relco Tank Line
- WRNX - Gulf Oil Products Company; Chevron USA, Inc.
- WRPX - Public Service Company of Indiana
- WRRC - Western Railroad Company
- WRSX - Scholle Corporation
- WRTX - Western Rail Leasing Corporation
- WRWK - Providence and Worcester Railroad
- WRX  - Western Refrigerator Line Company
- WS   - Ware Shoals Railroad
- WSCX - Buffalo Brake Beam Company
- WSOR - Wisconsin and Southern Railroad
- WSOX - Wisconsin and Southern Leasing Company
- WSR  - Warren and Saline River Railroad
- WSS  - Winston-Salem Southbound Railway
- WSX  - National Steel Corporation (Weirton Steel Division)
- WSYP - White Sulphur Springs and Yellowstone Park Railway
- WT   - Weldwood Transportation, Ltd.
- WTCO - Western Transportation Company
- WTCX - Weyerhaeuser Company
- WTOH - Western Ohio Railroad
- WTRY - Wilmington Terminal Railroad
- WTSE - West Shore Railroad
- WTTX - Trailer Train Company
- WUTX - Washington Utilities and Transportation Commission (scale test cars)
- WVCX -  Westvaco Corporation
- WVN  - West Virginia Northern Railroad
- WVRR - Whitewater Valley Railroad
- WW   - Winchester and Western Railroad
- WWR  - Washington Western
- WWLX - LaRoche Industries, Inc.
- WWSX - Standard Car Truck Company
- WYCX - Weyerhauser Canada, Ltd.
- WYS  - Wyandotte Southern Railroad